# Shakespeare síremléke
William Shakespeare síremléke (angolul: Shakespeare funerary monument) az író szülővárosában, a warwickshire-i Stratford-upon-Avonban, a Szentháromság-templomban (Holy Trinity Church) áll. Ebben a templomban keresztelték meg Shakespeare-t 1564-ben, és ennek szentélyében temették el őt 1616-ban.

## Leírása
A homokkőből faragott emlékmű a szentély északi falán található. Felállításának pontos időpontja nem ismert, 1623 előtt történt. Ebben az évben jelent meg Shakespeare műveinek Első Fóliója, ennek előszava, Leonard Digges költeménye már említi a „stratfordi emlékművet”. A vésett felirat elemzése és a kortársak levelezésének vizsgálata alapján valószínű, hogy a szerző az emlékművet 1618 után láthatta, annak keletkezése e két időpont közé tehető.

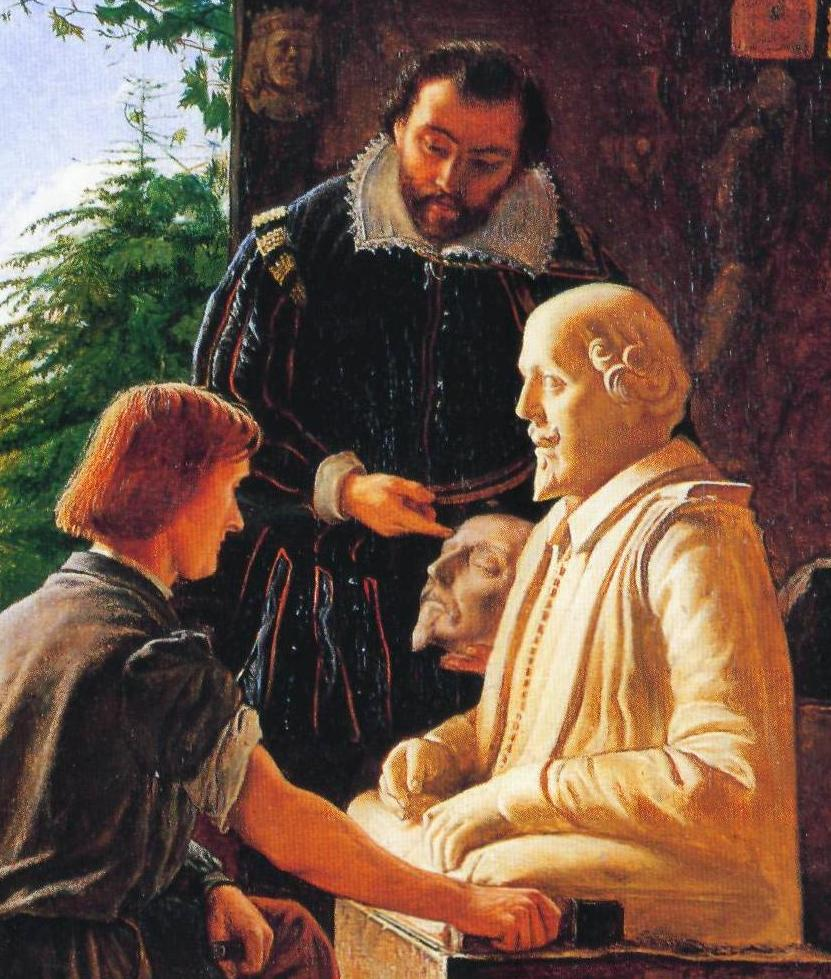
Henry Wallis 19. századi festő művén Gerard Johnson faragja a szobrot Shakespeare halotti maszkja alapján, melyet Ben Jonson tart (1857)

Hagyományosan Gerard Johnson szobrász művének tartják. Lena Cowen Orlin Shakespeare-kutató szerint valószínűbb, hogy Gerard bátyja, Nicholas Johnson készíthette még Shakespeare életében.  
A fél-alakos emlékmű Shakespeare-t szemből ábrázolja, egyik kezét kezében valódi lúdtollat tart, másik keze egy papírlapon nyugszik. Ez az ábrázolási mód a 17. század első felében igen divatos volt, tudósok, tanárok és más „tanult” személyek emlékművein.
Az emlékmű felső részén Shakespeare címerpajzsa látható, két allegorikus figura (puttó) kíséretében, egyikük a Munkát, a másik Pihenést (Elmúlást) jelképezi. A címer tartó oszlopai csiszolt fekete márványból vannak, a puttók homokkőből. Az architráv és a fríz eredetileg vörös erezetű alabástromból volt, 1749-ben márványra cserélték. A művet többször javították, 1748–49-ben restaurálták.

## Feliratai
A szobor alatti vésett táblán egy latin nyelvű sírvers (epitáfium) és egy angol nyelvű költemény olvasható.
|  | A latin sírvers (az első két sor): „IVDICIO PYLIVM, GENIO SOCRATEM, ARTE MARONEM, TERRA TEGIT, POPVLVS MÆRET, OLYMPVS HABET” | „Ítéletei, mint ama Püloszié, géniusza, mint Szókratészé; művészete, mint Maróé”. „A föld betakarja őt, az emberek gyászolják őt, Olümposz befogadta őt.” |

A kétsoros latin szöveg első sora az elhunyt Shakespeare-t magasztalja: utal Nesztórra, Pülosz bölcsen ítélkező királyára; a nagy Szókratész filozófusra; és Vergilius költő-íróra, akinek utóneve (cogmome) „Maro” volt. A második sor az Olümposz hegyére, az ógörög istenek lakóhelyére utal. 
| A régi angol nyelven írt, hatsoros költemény (3–8. sorok): „ STAY PASSENGER, WHY GOEST THOV BY SO FAST, READ IF THOV CANST, WHOM ENVIOVS DEATH HATH PLAST WITH IN THIS MONVMENT SHAKSPEARE: WITH WHOME, QVICK NATVRE DIDE: WHOSE NAME, DOTH DECK YS TOMBE, FAR MORE, THEN COST: SIEH ALL, YT HE HATH WRITT, LEAVES LIVING ART, BVT PAGE, TO SERVE HIS WITT.” | Modernebb angol nyelven: „ Stay Passenger, why goest thou by so fast? Read if thou canst, whom envious Death hath plast Within this monument Shakspeare: with whom Quick nature died: whose name doth deck this tomb Far more than cost: sith [since] all that he hath writ Leaves living art, but page to serve his wit.” | Magyar nyelven                                                             |
| Legalul, kisebb betűkkel, rövidített latin nyelvű eligazítás: „ OBIIT AŃO DOI 1616 ÆTATIS٠53 DIE 23 APR.” | | „Meghalt az Úr 1616-ik esztendejében, 53-ik életévében, április hó 23-án.” |
| | Ez a szakasz egyelőre üres vagy erősen hiányos. Segíts te is a kibővítésében! |                                                                            |

Stanley Wells Shakespeare-kutató szerint a hatsoros angol szöveg stílusa arra utal, hogy azt eredetileg egy szabadban felállítandó síremlékhez írhatták, mely az előtte elhaladó idegen vándorok, járókelők figyelmét akarta megfogni.

## Története

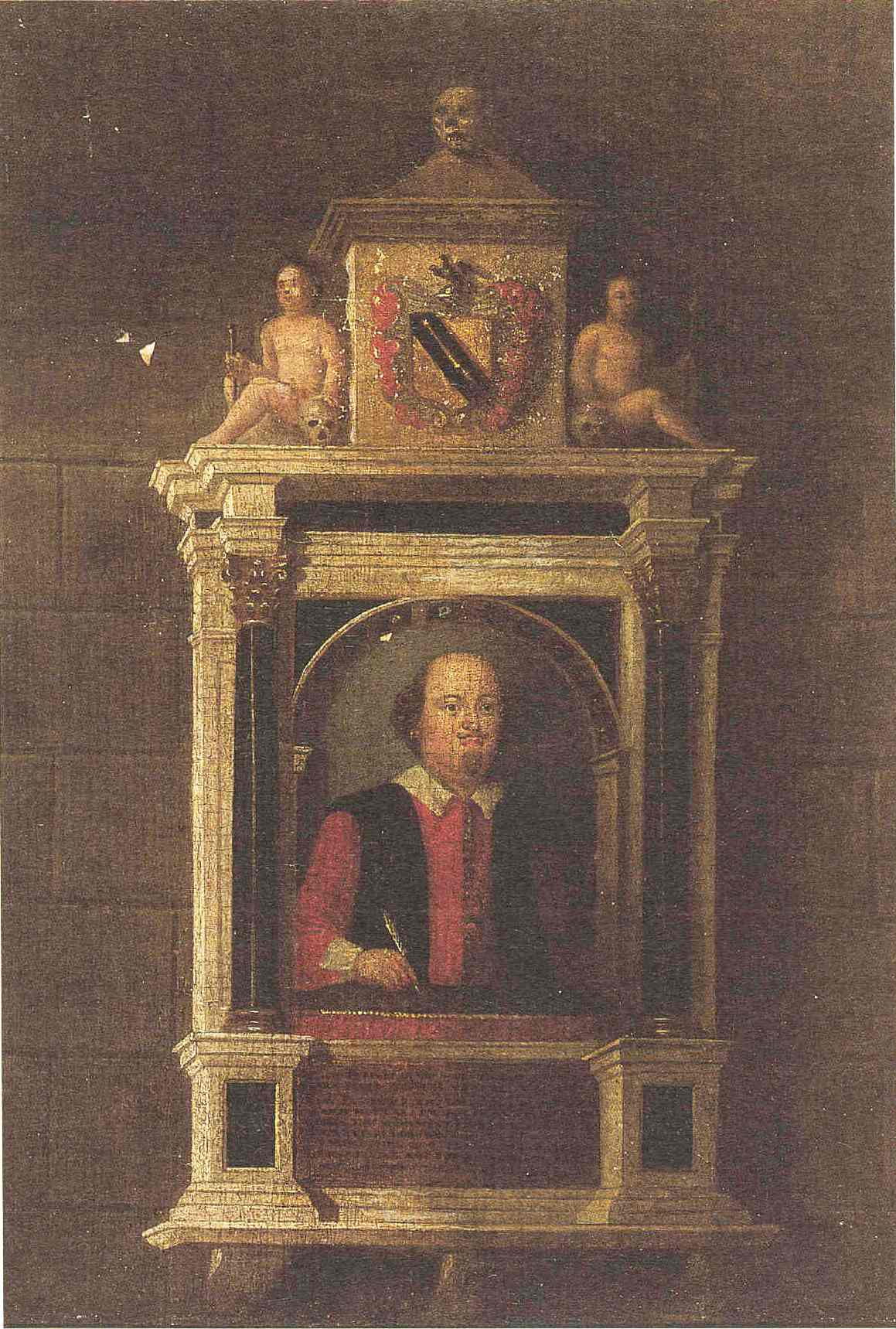
Az emlékmű az 1748–49-es restaurálás előtt, John Hall festményén

Az emlékmű első nyilvános leírása és ábrázolása Sir William Dugdale régiségekről szóló művében jelent meg. Az ebben található metszetet nagy biztonsággal Wenceslaus Hollar készítette, Dugdale 1649-es vázlatrajza alapján, Shakespeare unokájának, egyben utolsó élő leszármazottjának, Elizabeth Barnardnak támogatásával. 
Hollar metszetét sok későbbi metsző is másolta.
1725-ben a Shakespeare-művek Alexander Pope-féle kiadásában megjelent az emlékmű egy igen pontosan elkészített metszete, George Vertue 1723-as rajzának mása.
Az emlékművet in 1748–1749-ben. A költségek fedezésére Shakespeare-színielőadást szerveztek. Parson Joseph Greene stratfordi iskolaigazgató megegyezett John Ward színtársulatával, hogy 1746. szeptember 9-én a városházán előadják az Othellót, és a teljes jegybevételt az emlékmű javítására adományozzák. Ez volt az első, dokumentált Shakespeare-előadás Stratford-upon-Avonban.
Az emlékmű festését többször javították. 1793-ben Edmond Malone Shakespeare-szakértő javaslatára a szobrot fehérre festették, a korban divatos neoklasszicista stílust követve. 1861-ben ezt a réteget eltávolították, és a szobrot korábbi színeire festették.
1973-ban betörők leszedték a szobrot a helyéről. Értékes Shakespeare-kéziratokat kerestek, melyeket a pletykák szerint a síremlékbe (vagy Shakespeare sírjába) rejtettek. A szobor kisebb sérüléseket szenvedett, melyeket kijavítottak. A szobor kezébe helyezett lúdtollat többször ellopták. Hagyománnyá vált, hogy a lúdtollat évente újra cserélik.

## Képgaléria

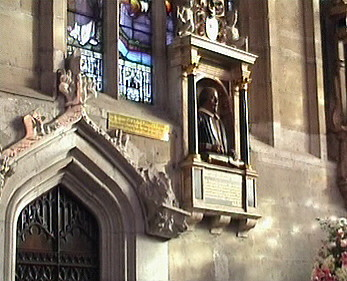
Az emlékmű helyzete
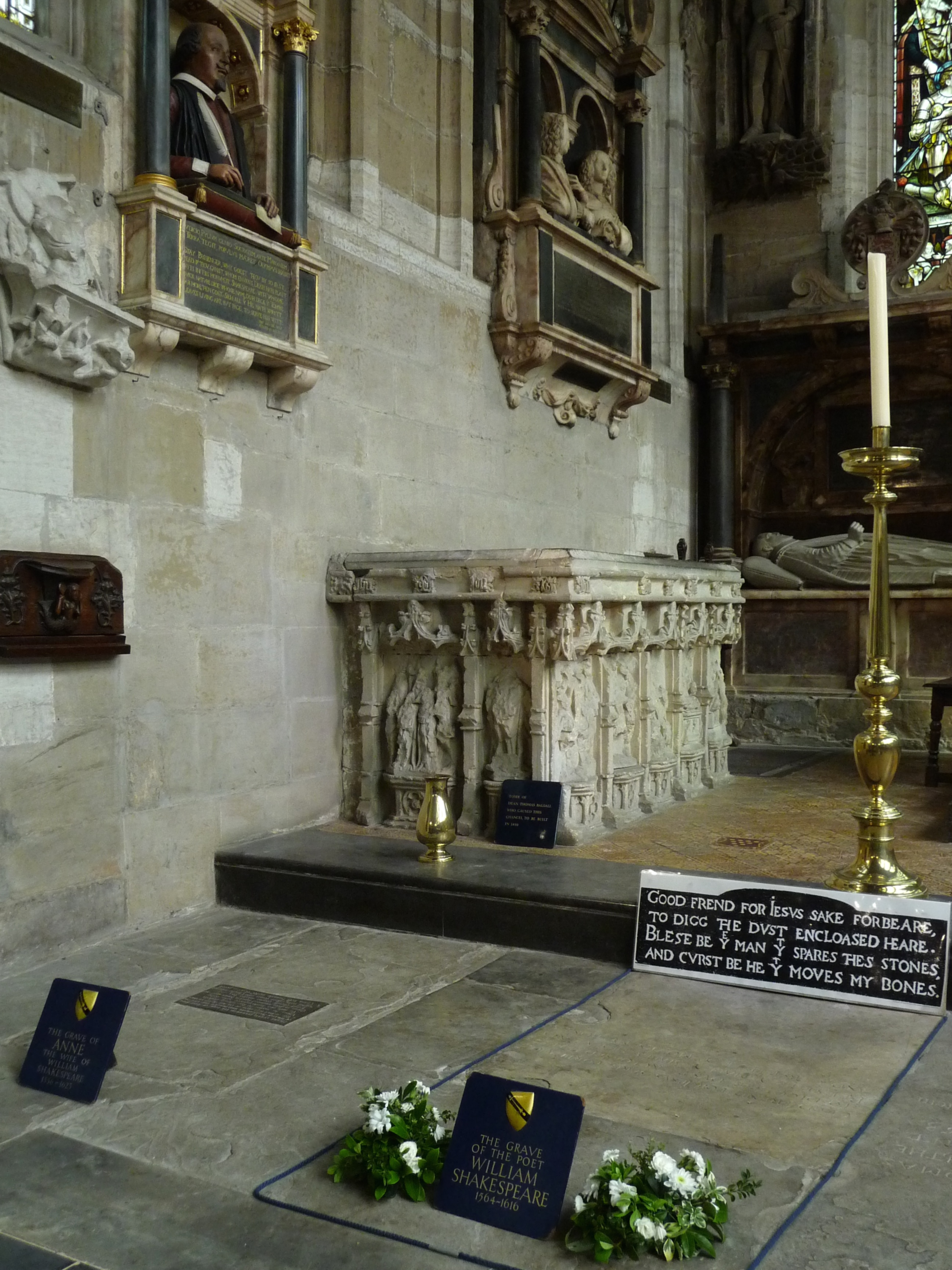
Az emlékmű környezete, Shakespeare és feleségének sírja
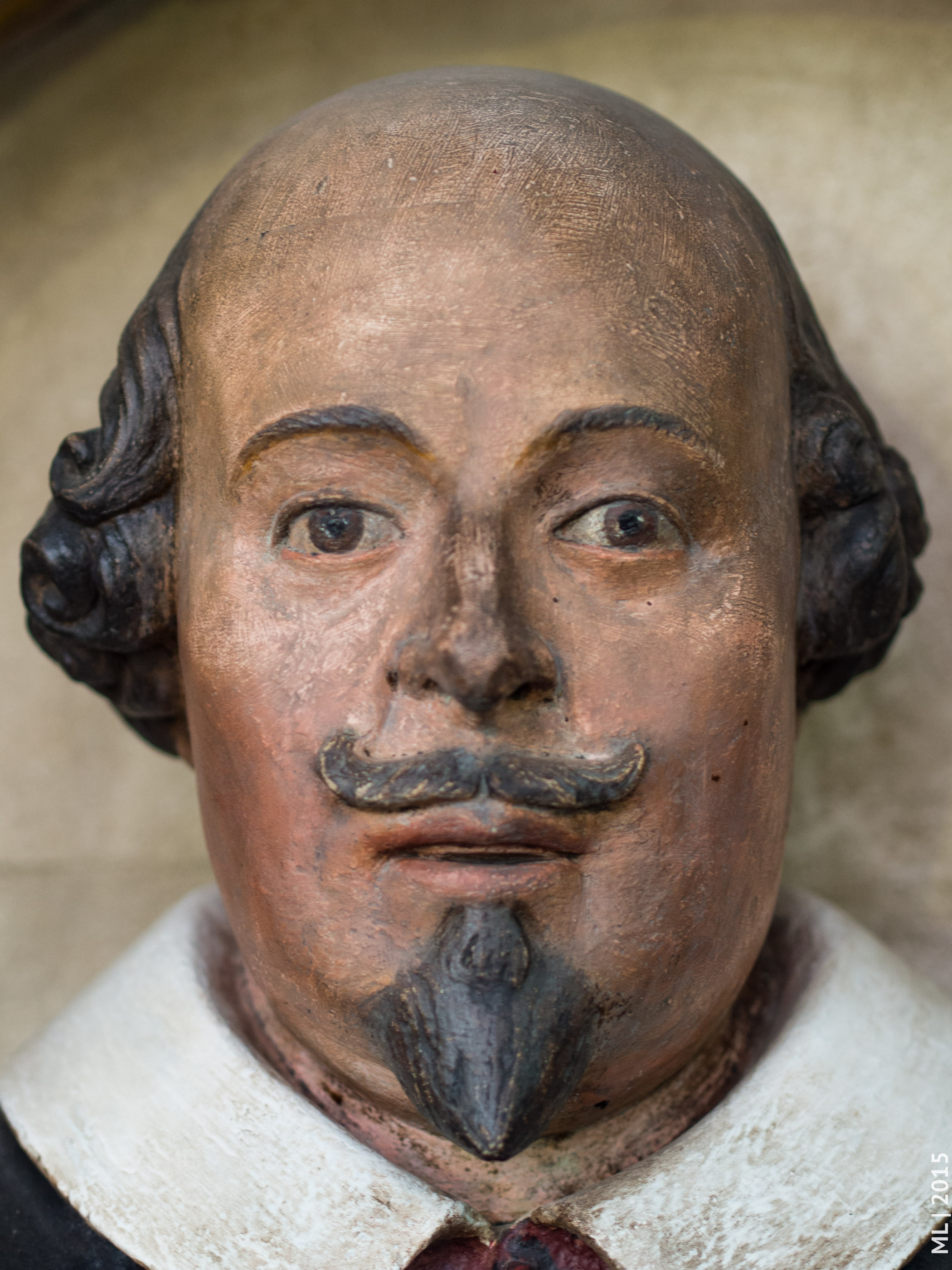
A szobor feje
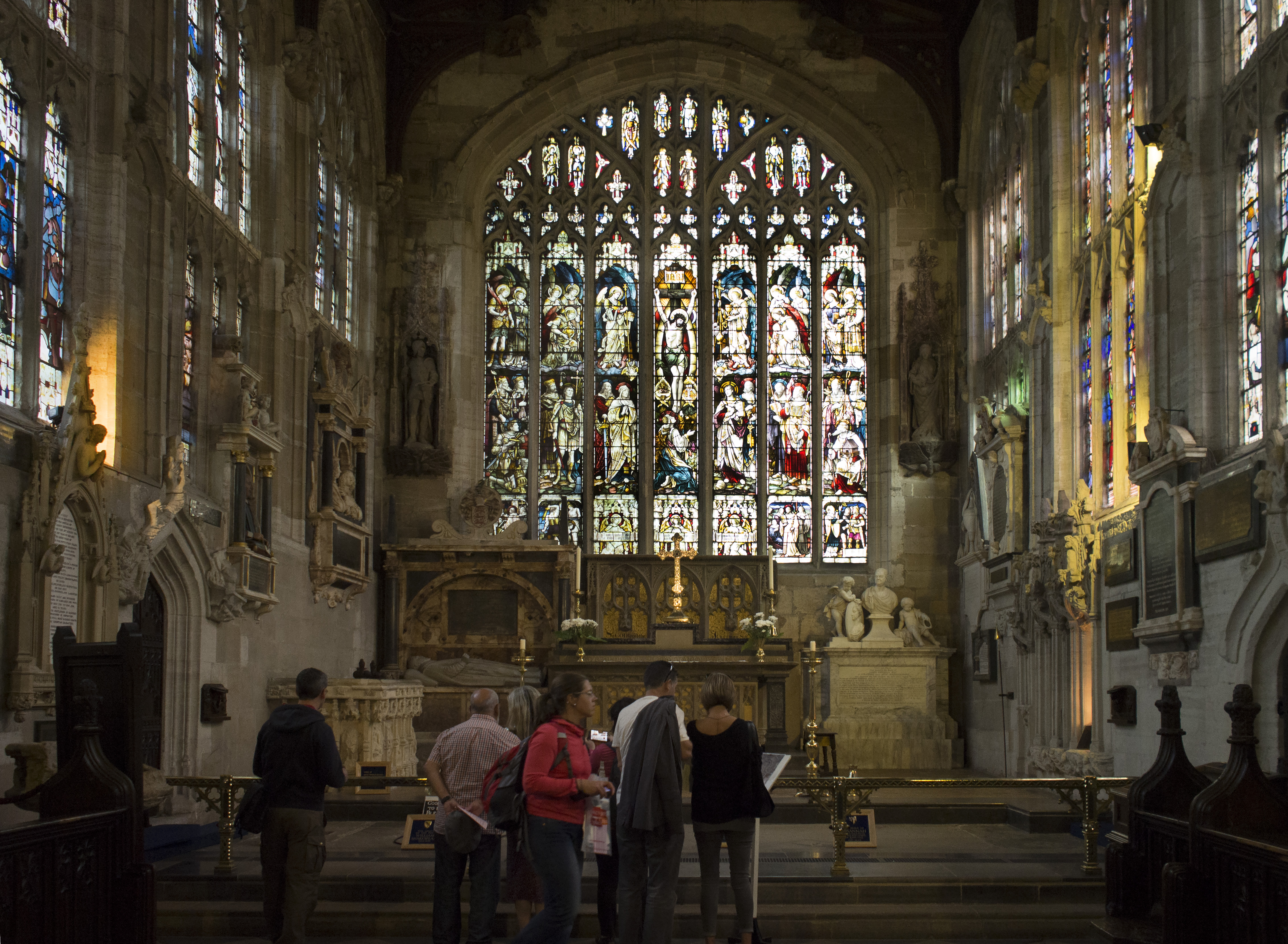
A templom szentélye (balra, a falon az emlékmű)